# Milena Moser
Milena Moser (Zúrich,  13 de julio de 1963) es una escritora suiza que escribe en alemán.

## Biografía
Milena Moser es hija de la psicoterapeuta Marlis Pörtner y del dramaturgo y escritor Paul Pörtner. Su hermano menor Stephan Pörtner también es escritor. Desde los ocho años Milena sabía que quería escribir. 
Inicialmente estudió en  la escuela diplomática, tras lo cual se formó académicamente como librera. Después vivió durante dos años en París, período tras el cual regresó a Zúrich donde escribió para las instituciones de la radiodifusión suiza. Por aquella época también escribió libros, por más que no encontrase ningún editor que se los quisiese publicar. Por este motivo acabó fundando su propia editorial Krösus Verlag, bajo cuyo sello apareció Die Putzfraueninsel, que se convertiría en un superventas que el director alemán Peter Timm adaptaría al cine en 1996 con el mismo título.
En 1998 se trasladó con su familia a San Francisco donde residió ocho años. Durante esa etapa escribió tres canciones (Bad Hair Day, Der Briefträger ist tot y Capuccino) para Michael von der Heide que fueron incluidas en su álbum Tourist.
De vuelta a Suiza en 2006, se instala en Aarau, pequeña ciudad del cantón de Argovia, donde fundó con Sibylle Berg una “Escuela de escritores”. En su “Estudio de escritura” dio cursos de escritura para aficionados, acompañando sus clases como profesora particular de escritura con la publicación del conjunto de su obra. Entre 2006 y 2015 también fue colaboradora del semanario suizo en lengua alemana Schweizer Familie.
Igualmente fue actriz actuando en la obra de teatro Die Unvollendeten junto con su amiga la música Sibylle Aeberli en 2011 y en Die Unvollendeten verändern sich en 2013 y 2014.
En el verano de 2015 se trasladó de nuevo a Estados Unidos, comprándose en Santa Fe (Nuevo México) una casa en la que vive ella sola. Allí la autora de éxito se dedica de nuevo a tiempo completo a la escritura.
Es la escritora suiza más vendida en el extranjero.

## Distinciones
Milena Moser obtuvo entre 1991 y 1993 becas de trabajo de la fundación Pro Helvetia, de la empresa suiza dedicada al comercio minorista Migros-Genossenschafts-Bund y de la Dirección Pedagógica del cantón de Zúrich.

## Obra

### Editadas en español
- El grupo de los lunes. Alevosía. Madrid, 2013, ISBN 978-8-415-60849-3. Novela. La edición original es Montagsmenschen. Nagel & Kimche. Múnich, 2012, ISBN 978-3-312-00496-6.[11][12]
- La isla de las fregonas. CIRCE. Barcelona, 1995, ISBN 84-7765-109-4. Novela. La edición original es Die Putzfraueninsel. Rowohlt Taschenbuch Verlag GmbH. 1992.

### No traducidas al español
- Gebrochene Herzen oder Mein erster bis elfter Mord. Krösus, Zúrich 1990; Blanvalet, Múnich, 2006. ISBN 3-442-36227-X. Cuentos
- Das Schlampenbuch. Krösus. Zúrich, 1992; Blanvalet. Múnich Munich, 2005, ISBN 3-442-36175-3. Cuento.
- Blondinenträume. Rowohlt. Reinbek, 1994; como libro de bolsillo en 2004, ISBN 3-499-23608-7. Novela.
- Mein Vater und andere Betrüger. Rowohlt. Reinbek, 1996; como libro de bolsillo en 1998, ISBN 3-499-22233-7. Novela.
- Das Faxenbuch.  Rowohlt Taschenbuch. Reinbek, 1996, ISBN 3-499-13928-6. Correspondencia con Angela Praesent publicada en formato de libro de bolsillo.
- Das Leben der Matrosen. Ein Zeitungsroman in Fortsetzungen (del diario suizo Tages-Anzeiger). Rowohlt Taschenbuch. Reinbek ,1999, ISBN 3-499-22621-9. En formato de bolsillo.
- Artischockenherz. Blessing, Múnich, 1999; Goldmann. Múnich, 2001, ISBN 3-442-35520-6. Novela.
- Bananenfüße. Blessing. Múnich, 2001; Blanvalet. Múnich, 2003. ISBN 3-442-35901-5. Novela.
- Sofa, Yoga, Mord. Blessing. Múnich, 2003; Blanvalet. Múnich, 2006. ISBN 3-442-36380-2. Novela.
- Schlampen-Yoga oder Wo geht’s hier zur Erleuchtung? Blessing. Múnich, 2005. ISBN 3-89667-278-9; Heyne. Múnich, 2007. ISBN 978-3-453-60041-6.
- Stutenbiss.  Blessing, Múnich, 2007. ISBN 978-3-89667-217-9; Heyne. Múnich, 2010. ISBN 978-3-453-40740-4. Novela.
- Flowers in your hair. Wie man in San Francisco glücklich wird. Blessing. Múnich, 2008. ISBN 978-3-89667-343-5; Heyne. Múnich,  2009, ISBN 978-3-453-40675-9.
- Möchtegern. Roman. Nagel & Kimche. Múnich, 2010, ISBN 978-3-312-00452-2. Novela.
- Das wahre Leben. Nagel & Kimche, Múnich. 2013, ISBN 978-3-312-00576-5. Novela.
- Das Glück sieht immer anders aus. Nagel & Kimche. Múnich, 2015, ISBN 978-3-312-00653-3.
- Gebrauchsanweisung für Zürich. Piper. Múnich, 2015.